# Johnny Juzang

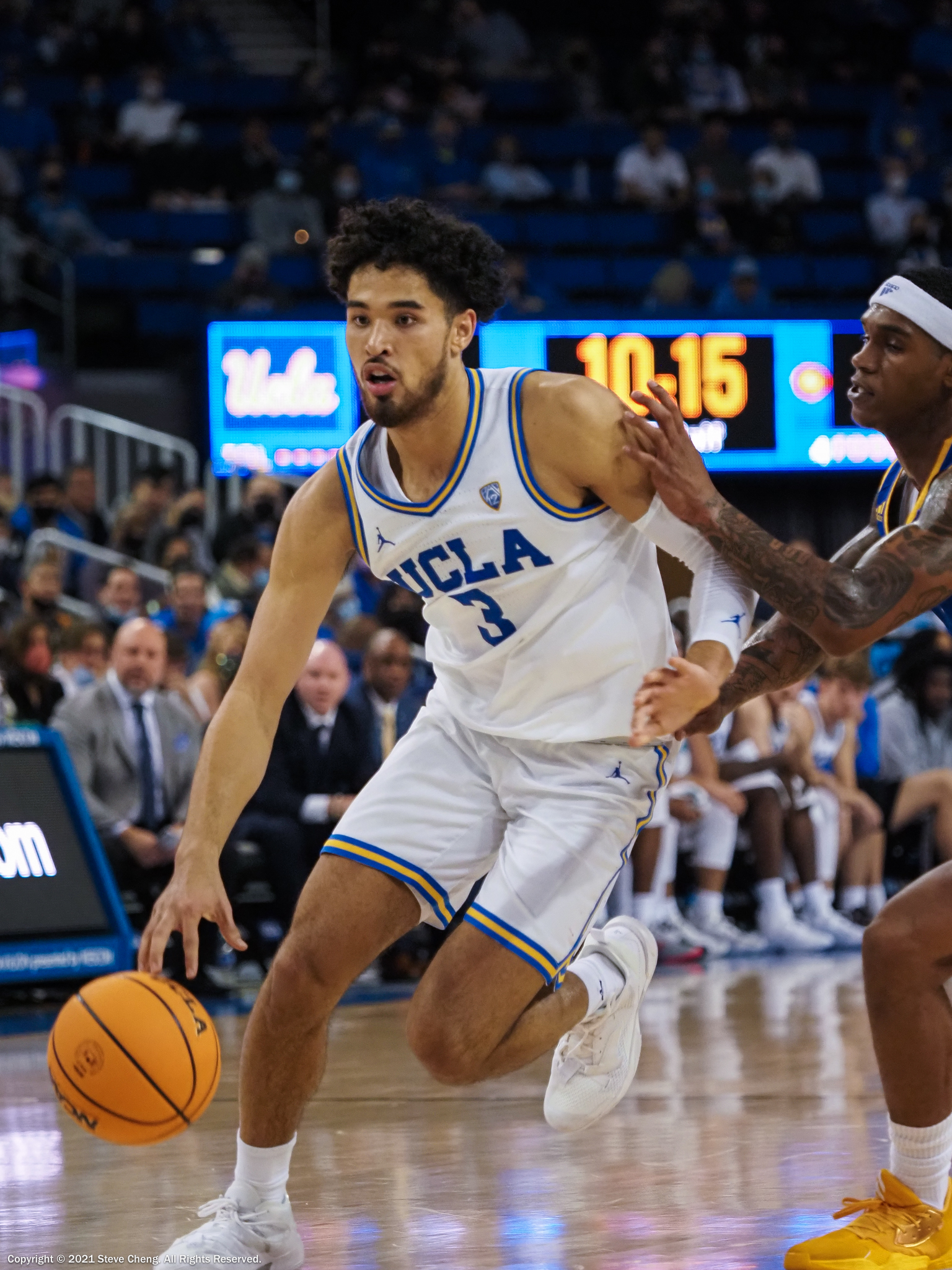
Johnny Juzang, 2021.

Jonathan Anh "Johnny" Juzang, född 17 mars 2001 i Los Angeles i Kalifornien, är en amerikansk professionell basketspelare (SG) som spelar för Minnesota Timberwolves i National Basketball Association (NBA). Han har tidigare spelat för Utah Jazz.
Juzang blev aldrig NBA-draftad.
Innan han blev proffs studerade Juzang först på University of Kentucky och spelade för deras idrottsförening Kentucky Wildcats. Han blev senare överförd till University of California, Los Angeles för spel i UCLA Bruins.